# Ceplenița
Ceplenița è un comune della Romania di 4 530 abitanti, ubicato nel distretto di Iași, nella regione storica della Moldavia.
Il comune è formato dall'unione di 4 villaggi: Buhalnița, Ceplenița, Poiana Mărului, Zlodica.